# Biemna fortis
Biemna fortis är en svampdjursart som först beskrevs av Topsent 1897.  Biemna fortis ingår i släktet Biemna och familjen Desmacellidae. Inga underarter finns listade i Catalogue of Life.